# 萬博紀念公園站 (茨城縣)

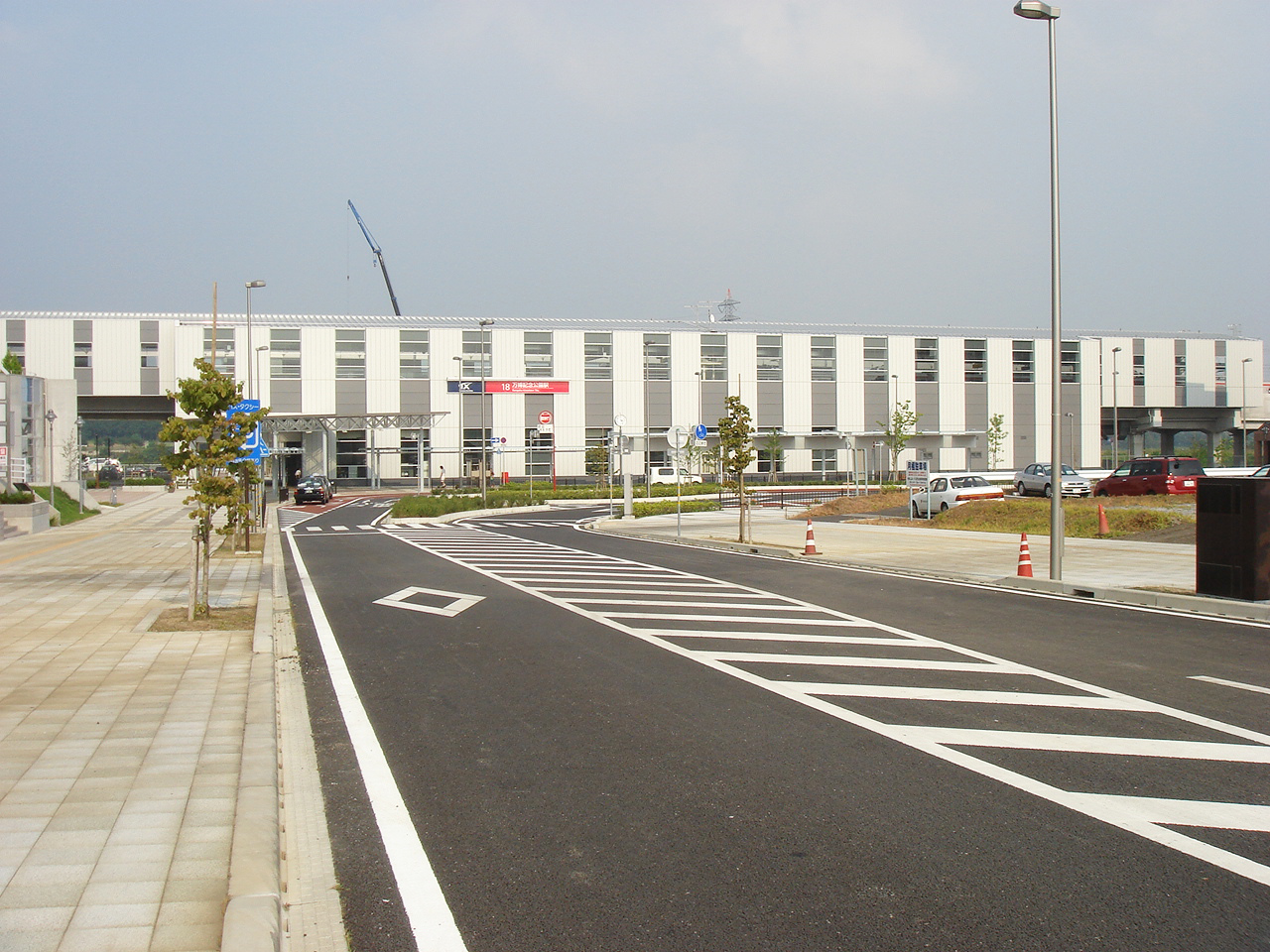
西口（2006年8月6日）

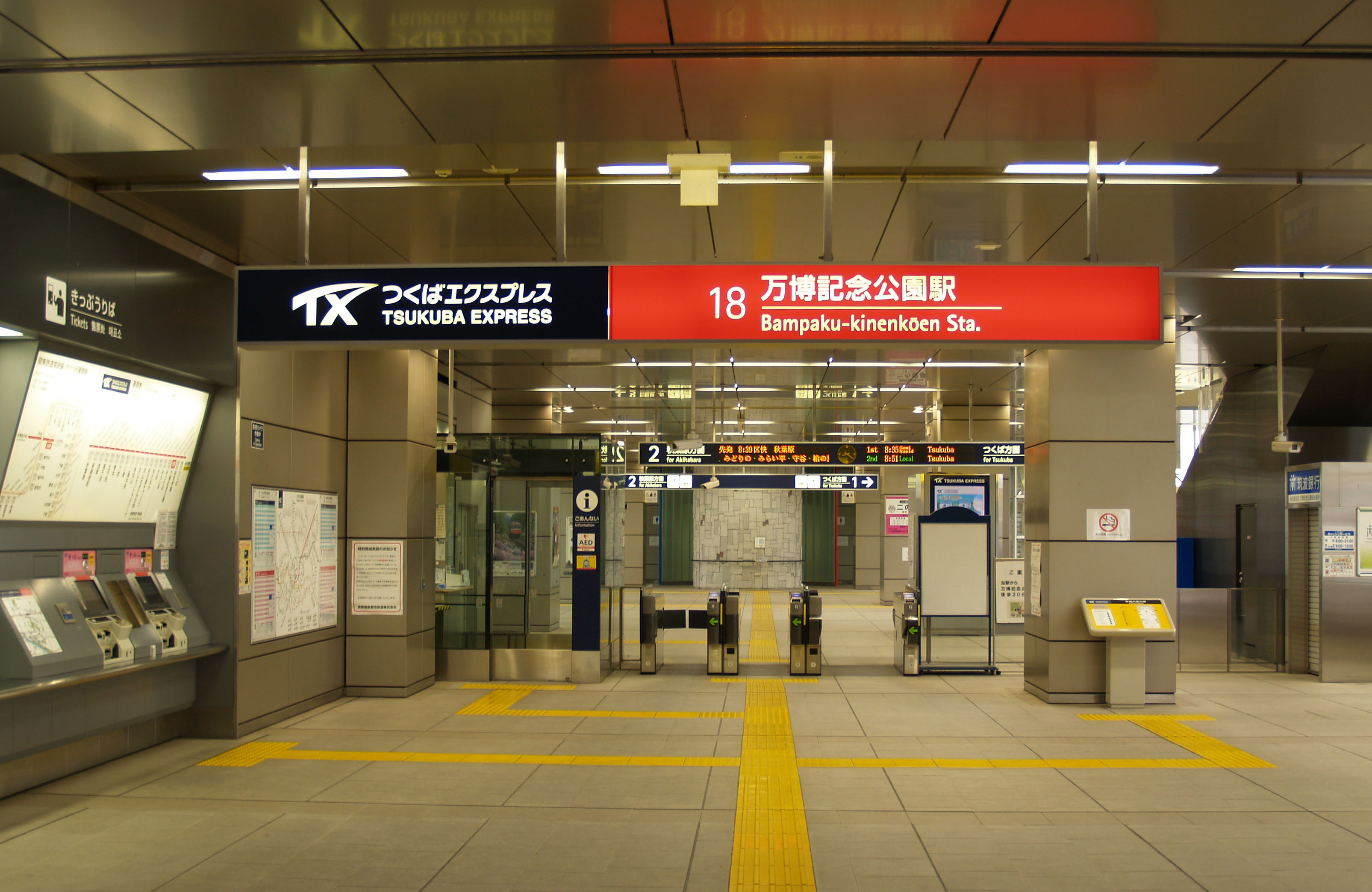
閘口（2010年6月5日）

萬博紀念公園站（日语：／ Bampaku-kinen-kōen eki */?）是位於日本茨城縣筑波市島名（諏訪），屬於首都圈新都市鐵道筑波快線的鐵路車站。車站編號是TX18。

## 歷史
- 2005年（平成17年）8月24日 - 開業。

## 車站結構
對向式月台2面2線的高架車站。

### 月台配置
| 月台 | 路線     | 目的地     |
| ---- | -------- | ---------- |
| 1    | 筑波快線 | 筑波方向   |
| 2    | 筑波快線 | 秋葉原方向 |

## 使用情況
首都圈新都市鐵道公佈的1日平均上車人數如下。此站是筑波快線乘客人數最少的。
| 年度               | 1日平均 上車人次 |
| ------------------ | ---------------- |
| 2005年（平成17年） | 651              |
| 2006年（平成18年） | 978              |
| 2007年（平成19年） | 1,222            |
| 2008年（平成20年） | 1,452            |
| 2009年（平成21年） | 1,684            |
| 2010年（平成22年） | 1,893            |
| 2011年（平成23年） | 2,063            |
| 2012年（平成24年） | 2,215            |
| 2013年（平成25年） | 2,415            |
| 2014年（平成26年） | 2,453            |
| 2015年（平成27年） | 2,638            |
| 2016年（平成28年） | 2,705            |

## 相鄰車站
首都圈新都市鐵道
 筑波快線
■快速、■通勤快速
通過
■區間快速、■普通
綠野（TX17）－萬博紀念公園（TX18）－研究學園（TX19）

## 延伸閱讀
- 議会報編集委員会 編『市議会だより第88号』つくば市議会、平成17年8月15日、12pp.

## 外部連結
- 萬博紀念公園站 | 車站資訊、路線圖 | 筑波快線 （页面存档备份，存于）